# كفر شكر
يتبع مركز ومدينة كفر شكر محافظة القليوبية. ويقع على بعد 60 كم إلى الشمال الشرقي من القاهرة. تبلغ المساحة الكلية للمركز 74.11 كم2، وتمثل نسبة 7.40 % من إجمالي مساحة المحافظة.

## التاريخ
تأسست كفر شكر عام 1228 هجرية الموافق 1830 ميلادية على يد السيد«شكر بن إبراهيم» من قرية إسنيت (إسنيت هي قرية يمتد تاريخها للعصر الفرعوني حيث عُرفت قديما باسم «زنت» وبقيت حاضرة يتحرف اسمها حتى عُرفت في عهد محمد علي بـ أسنيت). وإلى الإسم الأول نسبت البلدة فأصبح اسمها كفر شكر .

## الاقتصاد
تشتهر بزراعة الفاكهة وأغلبها الموالح والعنب والموز والخوخ كما يوجد عدد كبير من محطات تسمين الدواجن ومشروعات إنتاج 15 مليون بيضة سنويا. كما توجد في المركز بعض الصناعات الخفيفة مثل صناعة الموبيليا والبلاط والطوب الطفلي. تشتهر كفر شكر أيضا بالتجارة الوسيطة في مجال اللحوم والدواجن كما نتج عن وجودها على طريق المنصورة - دمياط - بنها أثراً في تجارة الحبوب والأسمدة والأعلاف وأيضا تركز عدد كبير من المطاعم والمحلات التي تخدم الطريق وزوّار مصايف رأس البر وجمصة.

## مجتمع كفر شكر
منذ أواسط القرن الثامن عشر تميزت كفر شكر عن الكثير من مثيلاتها في دلتا مصر بأنها قرية غير إقطاعية رغم وجود عدد من العائلات الإقطاعية تسكنها " مثل عائلات الدمرداش.. محي الدين..أفلاطون.. إلا أن إقطاعياتهم كانت ولا تزال خارج بلدة كفر شكر. ورغم بروز أسماء وأعلام جدد نتيجة التوسع العمراني وتحولها لمركز ومدينة وتوطن عدد كبير من الغرباء بها فاق عدد سكانها الأصليين بحوالي الأربع أضعاف. أدى لحدوث تغيير كبير أثّر على مكونات الحياة الاجتماعية والاقتصادية والتجارية بها.
يبادر أهالي كفر شكر في مجال العمل العام والتطوعي، وسمة أساسية تميز أهالي كفر شكر هي عدم اعتماد أهالي كفر شكر التام والكامل على الحكومة في إنجاز المرافق والخدمات.
الآن وبفضل جهود المجتمع المدني وانتشار الجمعيات الخيرية بدأت الحياة الاجتماعية في التطور، وظهرت بوادره من خلال 7 جمعيات أهلية تغطي مجتمع المدينة بالإضافة لعدد آخر من الجمعيات (33 جمعية) تغطي كل منها المجالس والوحدات القروية التابعة.

## التقسيم الإداري
- مدينة كفر شكر
- الوحدة المحلية بالشقر
- الوحدة المحلية بأسنيت
- الوحدة المحلية بالبقاشين
- الوحدة المحلية بالمنشأة الكبري
- الوحدة المحلية بكفر تصفا

## التعداد السكني والمكاني لمركز كفر شكر
يبلغ عدد سكان مركز كفر شكر طبقا لتقديرات (تعداد) 2017 حوالي 183 ألف نسمة منهم 117 ألف لهم حق الانتخاب.
آخر إحصاء صادر من الإدارة الصحية بكفر شكر بتاريخ 14 ديسمبر 2017 بأن عدد سكان مدينة كفر شكر 32 ألف نسمة.

## وصلات خارجية
- البوابة الالكترونية لمحافظة القليوبية-مركز كفر شكر